# Piskopovce
Piskopovce (cyr. Пископовце) – wieś w Serbii, w okręgu raskim, w gminie Tutin. W 2011 roku liczyła 105 mieszkańców.